# Liste der jüdischen Friedhöfe im Rhein-Sieg-Kreis

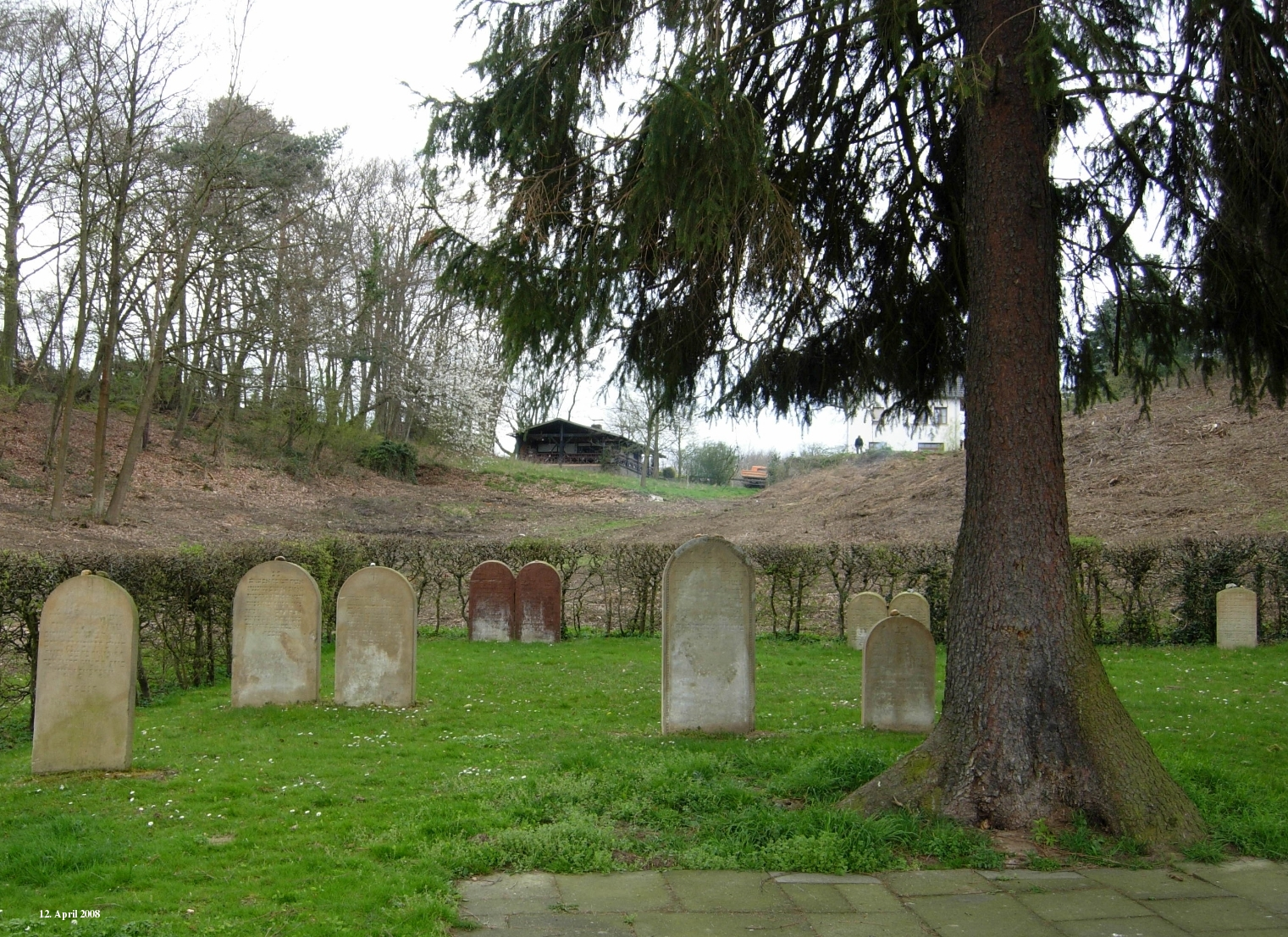
Der jüdische Friedhof in Alfter

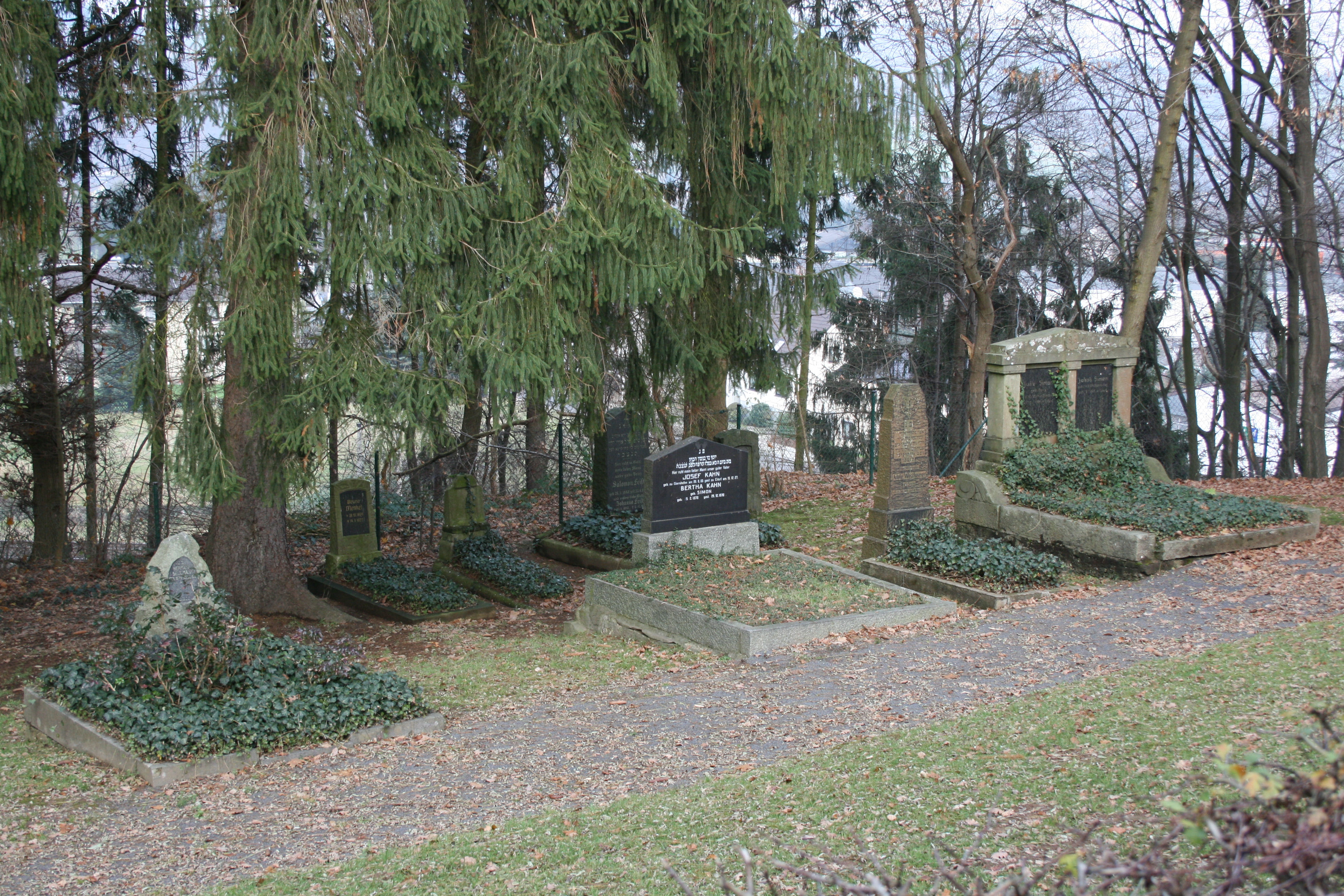
Der jüdische Friedhof in Eitorf

Die Liste der jüdischen Friedhöfe im Rhein-Sieg-Kreis zeigt alle Friedhöfe der jüdischen Gemeinden auf dem Gebiet des Rhein-Sieg-Kreises.

## Linksrheinisch
- Jüdischer Friedhof Alfter, Hühnerbuschweg
- Bornheim, Lessingstraße
- Heimerzheim, Dornbuschweg
- Bornheim-Hersel, Elbestraße
- Bornheim-Walberberg (neuer Friedhof), Matthias-Claudius-Weg
- Bornheim-Walberberg (alter Friedhof)
- Meckenheim, Dechant-Kreiten-Straße
- Jüdischer Friedhof Rheinbach, Am jüdischen Friedhof
- Jüdischer Friedhof Wormersdorf, Waldgebiet südlich der Tomburg

## Rechtsrheinisch
- Jüdischer Friedhof Bad Honnef-Selhof, Auf der Helte 29 b
- Jüdischer Friedhof Eitorf, Am Ersfeld
- Jüdischer Friedhof Geistingen
- Jüdischer Friedhof Königswinter, Clemens-August-Straße / Rheinallee
- Jüdischer Friedhof Mondorf, Lerchenstraße
- Jüdischer Friedhof Ruppichteroth, Herchener Straße
- Jüdischer Friedhof Siegburg, Heinrichstraße